# مسجد عاطف السادات
يقع مسجد عاطف السادات في شارع طومانباى، ولقد سمي بهذا الاسم نسبة للنقيب طيار عاطف أنور السادات، الشقيق الأصغر للرئيس المصري محمد أنور السادات.
ولقد انطلق النقيب الطيار عاطف السادات لأول مرة محلقــًا بطائرته فوق أراضي سيناء المحتلة في السادس من أكتوبر 1973، وأستقل عاطف السادات طائرته ضمن طلعة الطيران الأولى لتحرير سيناء حيث تحطمت طائرته وتوفي.